# Покровское (Фировский район)
Покро́вское — село в Фировском районе Тверской области. Входит в состав Великооктябрьского сельского поселения.

## География
Находится в 12 километрах к юго-востоку от районного центра посёлка Фирово, в 3 км от посёлка  Великооктябрьский, на берегу реки Цны.

## История
В 1859 году в списоке населенных мест Тверской губернии значится владельческое село Покровское, 26 дворов, 216 жителей. Во второй половине XIX — начале XX века село было центром прихода Кузнецовской волости Вышневолоцкого уезда. По данным 1886 года в селе 35 дворов, 223 жителя. В это время здесь земское училище (открыто в 1884 году), трактир. Жители занимались промыслами: трепальщики, возчики дров, ямщики, гармонщики, рабочие заводов.
По переписи 1920 года в Покровском — 50 дворов, 269 жителей, село — центр одноимённого сельсовета Кузнецовской волости, в 1927 году — центр Кузнецовской волости Вышневолоцкого уезда.
С 1935 года Покровское центр сельсовета в составе Фировского района Калининской области.
В 1997 году в селе 133 хозяйства, 274 жителя, администрация сельского округа, Фировский межрайонный лесхоз.

## Население
| 1859 | 1886 | 1920 | 1997 | 2002 | 2010 |
| ---- | ---- | ---- | ---- | ---- | ---- |
| 216  | ↗223 | ↗269 | ↗274 | ↘258 | ↘194 |

Население по переписи 2002 года — 258 человек, 118 мужчины, 140 женщин.

## Достопримечательности
В деревне есть часовня Николая Чудотворца и Церковь Покрова Пресвятой Богородицы (постройки между 1867 и 1878 годов).